# Републикански път III-8002
Републикански път IIІ-8002 е третокласен път, част от Републиканската пътна мрежа на България, преминаващ изцяло по територията на Софийска област, Община Костенец. Дължината му е 2,5 km и е третият най-къс Републикански път в България.
Пътят се отклонява надясно при 142,2 km на Републикански път I-8 в центъра на град Момин проход, насочва се на юг и след 2,5 km, в северната част на град Костенец се свързва с Републикански път III-8222 при неговия 20,5 km.